# Rafik Bouderbal
Rafik Bouderbal, né le 19 septembre 1987 à Lyon en France, est un footballeur algérien qui a évolué au poste d'ailier droit. Il possède également la nationalité française.

## Biographie
Bouderbal est né en France. Sa famille est originaire de Bab Ezzouar, commune de la wilaya d'Alger en Algérie, située dans la banlieue Est d'Alger.
Il intègre le pôle espoirs de Vichy en 2000.
Durant sa jeunesse, Bouderbal joue à l'AS Saint-Priest dans la banlieue de Lyon. En 2007 il intègre le centre de formation du FC Lorient. Il y signe son premier contrat professionnel en janvier 2009. Ne parvenant pas à jouer en équipe première, dirigée par Christian Gourcuff, il est prêté en septembre 2009 à l'ES Sétif, en Ligue 1 algérienne. Le 6 novembre, il y fait ses débuts en championnat. Il joue huit matchs de championnat et marque un but. La saison suivante, il revient à Lorient où il ne joue que neuf matchs en équipe réserve. 
En 2011 il quitte Lorient. Il évolue en CFA, à l'AS Lyon-Duchère, près de Lyon, puis à l'AS Beauvais Oise, à partir de janvier 2013. L'été suivant, il signe au FC Bourg-Péronnas en National. En 2014, il signe au RC Arba, en Ligue 1 algérienne, qu'il quitte sur un différend financier. Il retourne à l'AS Lyon-Duchère, en CFA. En 2016, il repart en Algérie, à l'USM Alger, où il signe un contrat de trois ans.

## Statistiques
| Saison                | Club                  | Championnat           | Championnat | Championnat | Championnat | Coupe(s) nationale(s) | Coupe(s) nationale(s) | Coupe(s) nationale(s) | Supercoupe | Supercoupe | Supercoupe | Compétition(s) continentale(s) | Compétition(s) continentale(s) | Compétition(s) continentale(s) | Compétition(s) continentale(s) | Total | Total | Total |
| Saison                | Club                  | Division              | M.          | B.          | P.d.        | M.                    | B.                    | P.d.                  | M.         | B.         | P.d.       | Comp.                          | M.                             | B.                             | P.d.                           | M.    | B.    | P.d.  |
| 2006-2007             | AS Saint-Priest       | CFA                   | 6           | 3           | 0           | -                     | -                     | -                     | -          | -          | -          | -                              | -                              | -                              | -                              | 6     | 3     | 0     |
| 2007-2008             | FC Lorient            | Ligue 1               | -           | -           | -           | -                     | -                     | -                     | -          | -          | -          | -                              | -                              | -                              | -                              | 0     | 0     | 0     |
| 2008-2009             | FC Lorient            | Ligue 1               | -           | -           | -           | -                     | -                     | -                     | -          | -          | -          | -                              | -                              | -                              | -                              | 0     | 0     | 0     |
| 2010-2011             | FC Lorient            | Ligue 1               | -           | -           | -           | -                     | -                     | -                     | -          | -          | -          | -                              | -                              | -                              | -                              | 0     | 0     | 0     |
| Sous-total            | Sous-total            | Sous-total            | 0           | 0           | 0           | 0                     | 0                     | 0                     | 0          | 0          | 0          | -                              | 0                              | 0                              | 0                              | 0     | 0     | 0     |
| 2009-2010             | ES Sétif (prêt)       | Division 1            | 9           | 1           | 0           | 3                     | 1                     | 0                     | -          | -          | -          | C1+C3                          | -                              | -                              | -                              | 12    | 2     | 0     |
| 2011-2012             | AS Lyon-Duchère       | CFA                   | 22          | 2           | 0           | 2                     | 1                     | 0                     | -          | -          | -          | -                              | -                              | -                              | -                              | 24    | 3     | 0     |
| 2012-2013             | AS Lyon-Duchère       | CFA                   | 10          | 3           | 0           | 1                     | 1                     | 0                     | -          | -          | -          | -                              | -                              | -                              | -                              | 11    | 4     | 0     |
| Sous-total            | Sous-total            | Sous-total            | 32          | 5           | 0           | 3                     | 2                     | 0                     | 0          | 0          | 0          | -                              | 0                              | 0                              | 0                              | 35    | 7     | 0     |
| 2012-2013             | AS Beauvais Oise      | CFA                   | 3           | 0           | 0           | -                     | -                     | -                     | -          | -          | -          | -                              | -                              | -                              | -                              | 3     | 0     | 0     |
| 2013-2014             | FC Bourg-Péronnas     | National              | 24          | 1           | 0           | 3                     | 1                     | 0                     | -          | -          | -          | -                              | -                              | -                              | -                              | 27    | 2     | 0     |
| 2014-2015             | RC Arbaâ              | Ligue 1               | 17          | 0           | 0           | 2                     | 0                     | 0                     | -          | -          | -          | -                              | -                              | -                              | -                              | 19    | 0     | 0     |
| 2015-2016             | AS Lyon-Duchère       | CFA                   | 26          | 3           | 1           | 2                     | 0                     | 0                     | -          | -          | -          | -                              | -                              | -                              | -                              | 28    | 3     | 1     |
| 2016-2017             | USM Alger             | Ligue 1               | 11          | 0           | 1           | 2                     | 0                     | 0                     | 1          | 0          | 0          | C1                             | -                              | -                              | -                              | 14    | 0     | 1     |
| 2017-2018             | USM Alger             | Ligue 1               | 8           | 1           | 0           | -                     | -                     | -                     | -          | -          | -          | C1+C3                          | 0+2                            | 0+0                            | 0+0                            | 10    | 1     | 0     |
| 2018-2019             | USM Alger             | Ligue 1               | 21          | 1           | 0           | 3                     | 0                     | 0                     | -          | -          | -          | C3                             | 4                              | 0                              | 1                              | 28    | 1     | 1     |
| Sous-total            | Sous-total            | Sous-total            | 40          | 2           | 1           | 5                     | 0                     | 0                     | 1          | 0          | 0          | -                              | 6                              | 0                              | 1                              | 52    | 2     | 2     |
| 2019-2020             | AS Lyon-Duchère       | National              | 24          | 2           | 0           | -                     | -                     | -                     | -          | -          | -          | -                              | -                              | -                              | -                              | 24    | 2     | 0     |
| 2020-2021             | FC Sète               | National              | 24          | 0           | 0           | -                     | -                     | -                     | -          | -          | -          | -                              | -                              | -                              | -                              | 24    | 0     | 0     |
| Total sur la carrière | Total sur la carrière | Total sur la carrière | 205         | 17          | 2           | 18                    | 4                     | 0                     | 1          | 0          | 0          | -                              | 6                              | 0                              | 1                              | 230   | 21    | 3     |

## Palmarès
- Champion d'Algérie en 2019 avec l'USM Alger.
- Vainqueur de la Supercoupe d'Algérie en 2016 avec l'USM Alger.